# Gyeon Hwon
Gyeon Hwon (867 – 27 de setembro de 936) foi o rei e fundador de Hubaekje, um dos últimos Três Reinos da Coreia, e reinou de 892 a 935. Alguns registros traduzem seu nome como "Jin Hwon" (진훤). Ele também foi o progenitor do clã Hwanggan Gyeon. Relatos substanciais de sua vida são preservados no Samguk Sagi (um registro histórico dos Três Reinos da Coreia), que apresenta uma narrativa única, e no Samguk Yusa (uma coleção de lendas, contos populares e relatos históricos relacionados aos Três Reinos da Coreia), que apresenta trechos sobre ele de várias fontes.

## Contexto
Os registros dizem que Gyeon Hwon nasceu sob o nome de Lee, não Gyeon. A maioria dos relatos concorda que o pai de Gyeon Hwon era Ajagae, um fazendeiro do clã Lee, e que ele nasceu no que é hoje Gaeun-eup em Mungyeong, na província de Gyeongsang do Norte, como o mais velho de seis filhos. No entanto, Gyeon Hwon mais tarde mudou o nome de sua família para Gyeon. Alguns argumentam que ele mudou seu sobrenome para começar do zero como o fundador de Hubaekje. Gyeon Hwon também é o fundador do clã Hwanggan dos Gyeons. Seus filhos, Singeom, Yanggeom, Yonggeom e Geumgang, também estão listados como gyeon (Jin), não Lee.
Sua mãe era da área de Gwangju, mas sua identidade exata não é conhecida. Ajagae teve duas esposas, Lady Sangwon e Lady Namwon, e Gyeon Hwon nasceu de sua primeira esposa. No entanto, a lenda diz que sua mãe era de Gwangju e deu à luz seu filho primogênito após ter contato físico com um verme disfarçado de homem, e que Gyeon Hwon cresceu bebendo o leite de uma tigresa.
A corte de Silla da rainha Jinseong foi fortemente corrompida e envolvida em confusão política. A fome generalizada devastou o país, levando muitas pessoas às forças rebeldes. Chefes de vilas e novas forças militares surgiram e criaram bases de poder em todo o país. O governo que tentou implementar um plano de taxação vigoroso se viu diante de rebeliões lideradas por bandidos, nobres locais e líderes rebeldes. Foi nessa época que o pai de Gyeon Hwon, Ajagae, liderou uma revolta camponesa local e estabeleceu uma base em Sangju.

## Juventude e fundação de Hubaekje
Diz-se que Gyeon Hwon saiu de casa aos 15 anos para se juntar ao exército de Silla e se tornou o comandante das forças de Silla na região de Jeolla. Enquanto seu pai tomava o poder na região de Sangju, ele comandava independentemente os camponeses locais para sua causa e logo reunia muitos seguidores. Em 892, Gyeon Hwon tomou as cidades de Wansanju e Mujinju, assumindo o antigo território de Baekje e conquistando o apoio das pessoas nas áreas que eram hostis a Silla.
Gyeon Hwon se declarou rei de Hubaekje ("mais tarde Baekje") e estabeleceu sua capital em Wansanju em 900. Ele estabeleceu o governo, fez laços diplomáticos com a China e buscou continuamente a expansão de seu reino em meio a muitos conflitos com Gung Ye de Hugoguryeo.

## Reinado
Depois de coroar-se como governante de Hubaekje, Gyeon Hwon enviou seu exército para a atual Hapcheon, a sudoeste da capital de Silla, Gyeongju, mas a campanha falhou e o exército recuou. Então, em 910, quando Wang Geon, o general do reino rival de Hugoguryeo, atacou e capturou a cidade de Naju, a mesma cidade na qual Gyeon Hwon havia iniciado sua rebelião, ele tentou retomar a cidade de Wang, mas falhou.
Em 918, Gung Ye, que vinha mantendo seu governo por meio de atos de terror, foi retirado do trono e assassinado pelos comandantes de seu próprio exército. O general e ministro-chefe Wang Geon foi coroado como seu novo governante, marcando o ponto inicial da Dinastia Goryeo.
Gyeon Hwon enviou outra grande expedição para Hapcheon em 920 e finalmente conseguiu assumir o controle da região, forçando o Rei Gyeongmyeong a uma aliança com Goryeo. Em seguida, ele invadiu a área atual de Andong, mas suas tropas foram derrotadas pelos guardas locais de Silla. Gyeon Hwon foi forçado a fazer as pazes com Goryeo após a batalha, por meio de uma troca de reféns de membros da família real. No entanto, quando seu sobrinho Jin Ho morreu, ele matou o refém de Goryeo Wang Shin, primo de Wang Geon, e retomou a guerra contra Goryeo.
Em 927, Gyeon Hwon liderou seu próprio exército e atacou diretamente a capital de Silla, Gyeongju. O rei Gyeongae não estava preparado para esse ataque e escolheu o suicídio em vez da captura pelo exército invasor de Hubaekje. Gyeon Hwon então estabeleceu Kim Bu (que se tornou o Rei Gyeongsun) como o próximo rei de Silla. No caminho de volta, ele foi recebido pelas forças lideradas por Wang Geon e derrotou facilmente o exército de Goryeo, matando muitos dos notáveis generais e guerreiros de Wang, com Wang escapando por pouco do ousado auto sacrifício de seu general Shin Sung-gyeom e Kim Nak. Um ano depois, ele assumiu a cidade de Jinju de Silla.

## Declínio
Os reinos de Hubaekje e Goryeo estavam em constante estado de hostilidades sem um ser completamente dominante sobre o outro. No entanto, em 930, as tropas de Hubaekje enfrentaram uma pesada derrota na Batalha de Gochang (atual Andong) e não conseguiram se recuperar da perda. Gyeon Hwon tentou reverter a corrente saqueando a capital de Goryeo, Gaeseong, mas seu exército sofreu outra derrota em 934.
Hubaekje não estava apenas se recuperando das derrotas militares, o reino estava em uma desordem interna. Em 935, o filho mais velho de Gyeon Hwon, Singeom, que havia sido desprezado como herdeiro do trono em favor de seu irmão mais novo Geumgang, derrubou Gyeon Hwon com a ajuda de seus irmãos Yanggeom e Yonggeom. Singeom matou Geumgang e confinou Gyeon Hwon no Templo Geumsansa, mas Gyeon Hwon escapou e fugiu para Goryeo e seu velho inimigo Wang Geon, que o acolheu e lhe forneceu terras e escravos.
O rei Gyeongsun de Silla se rendeu formalmente a Goryeo em 935. No ano seguinte, a pedido de Gyeon Hwon, ele e Wang Geon lideraram um enorme exército Goryeo para Hubaekje e o reino caiu.
Gyeon Hwon morreu no mesmo ano de um tumor inflamado.

## Diplomacia
Ao contrário de seu rival Gung Ye, Gyeon Hwon era ativo na diplomacia. Ele foi formalmente confirmado pelos reinos chineses de Wuyue e Later Tang como o governante legítimo de Hubaekje. Além disso, ele buscou uma aliança com a recém-formada Dinastia Liao no norte, que foi fundada pelos Khitans, a fim de cercar Goryeo tanto do norte quanto do sul. Gyeon Hwon também enviou enviados ao Japão durante seu reinado por razões principalmente comerciais; a região de Jeolla, onde Gyeon Hwon iniciou seu reino, foi o centro do comércio no Leste Asiático durante o período e já havia servido de base para comerciantes como Jang Bogo.
No entanto, apesar de todas as suas habilidades diplomáticas, militares e comerciais, Gyeon Hwon carecia de astúcia política para fundar um estado viável; seu sistema de governo em Hubaekje não era muito diferente do sistema de Silla, que se provou ineficaz em centralizar o poder dos proprietários e comerciantes locais. No final, Hubaekje não foi capaz de exercer influência sobre muitos de seus habitantes, pavimentando o caminho para Goryeo incorporar o reino e unificar a península coreana.

## Cultura popular
- Retratado por Seo In-seok na série de TV Taejo Wang Geon de 2000-2002 KBS1.